# Ludovic Turpin
Ludovic Turpin (Laval, 22 marzo 1975) è un ex ciclista su strada francese, professionista dal 2000 al 2011 e poi attivo come dilettante fino al 2018 in Guadalupa.

## Carriera
Cresciuto nella squadra dilettantistica CC Étupes, nel 1999 vince il campionato nazionale per dilettanti.
Diventa professionista nel 2000, ingaggiato della squadra AG2R La Mondiale di Vincent Lavenu, con la quale corre fino al 2010. Buono scalatore, nel 2006 si distingue per la vittoria di tappa a Briançon nel Critérium du Dauphiné Libéré. Nella stessa stagione, tuttavia, è costretto a saltare il Tour de France per un infortunio al femore. Durante la stagione successiva riesce a raggiungere la ventesima posizione finale nella Vuelta a España. Abbandona il professionismo nel 2011 dopo una stagione alla Saur-Sojasun diretta da Stéphane Heulot.
Dal 2012 al 2018 gareggia per formazioni di Guadalupa, vincendo nel 2012 il Tour de Guadeloupe, gara di classe 2.2 del calendario UCI Europe Tour, e nel 2017 una tappa alla Vuelta Independencia Nacional in Repubblica Dominicana.

## Palmarès
- 1999 (Under 23)

Campionati francesi, Prova in linea
3ª tappa Tour de la Somme
- 2003 (Ag2r, due vittorie)

3ª tappa Tour de l'Ain
2ª tappa Route du Sud
- 2004 (Ag2r, una vittoria)

2ª tappa Circuit de la Sarthe
- 2005 (Ag2r, una vittoria)

Grand Prix de la Ville de Rennes
- 2006 (Ag2r, una vittoria)

5ª tappa Critérium du Dauphiné Libéré
- 2007 (Ag2r, una vittoria)

1ª tappa Circuit de Lorraine
- 2009 (Ag2r, una vittoria)

3ª tappa Tour de l'Ain (Lélex > Lélex)
- 2012 (USCG, tre vittorie)

2ª tappa, 2ª semitappa Tour de Guadeloupe (Les Abymes > Les Abymes, cronometro)
5ª tappa Tour de Guadeloupe (Vieux-Habitants > Pointe Noire)
8ª tappa, 2ª semitappa Tour de Guadeloupe (Basse-Terre > Saint-Claude)
Classifica generale Tour de Guadeloupe
- 2013 (USCG, due vittorie)

3ª tappa Tour de Guadeloupe (Trois-Rivières > Gourbeyre, cronometro)
7ª tappa Tour de Guadeloupe (Petit-Bourg > Vieux-Habitants)
- 2017 (Vélo Club de Grand-Case, una vittoria)

5ª tappa Vuelta Independencia Nacional (Santo Domingo > Samaná)

## Piazzamenti

### Grandi Giri
- Giro d'Italia

2010: 67º
- Tour de France

2001: 78º
2002: 71º
2003: 91º
2005: 96º
2007: 44º
- Vuelta a España

2007: 20º
2009: 64º
2010: 23º

### Classiche monumento
- Milano-Sanremo

2003: 115º
2006: 161º
- Liegi-Bastogne-Liegi

2000: 104º
2005: ritirato
2007: ritirato
2011: 38º
- Giro di Lombardia

2000: ritirato
2008: ritirato
2009: ritirato
2010: 25º

### Competizioni mondiali
- Campionati del mondo

Lisbona 2001 - In linea Elite: 87º
Stoccarda 2007 - In linea Elite: 41º